# Maison natale de Frédéric Chopin
Pour les articles homonymes, voir Chopin (homonymie).
La maison natale de Frédéric Chopin est une maison-musée du compositeur polonais Frédéric Chopin (1810-1849) du village de Żelazowa Wola, à 45 km à l'ouest de Varsovie, en Pologne,. La maison est transformée en musée consacré au compositeur depuis 1939, dépendante du Musée Frédéric Chopin de Varsovie.

## Histoire

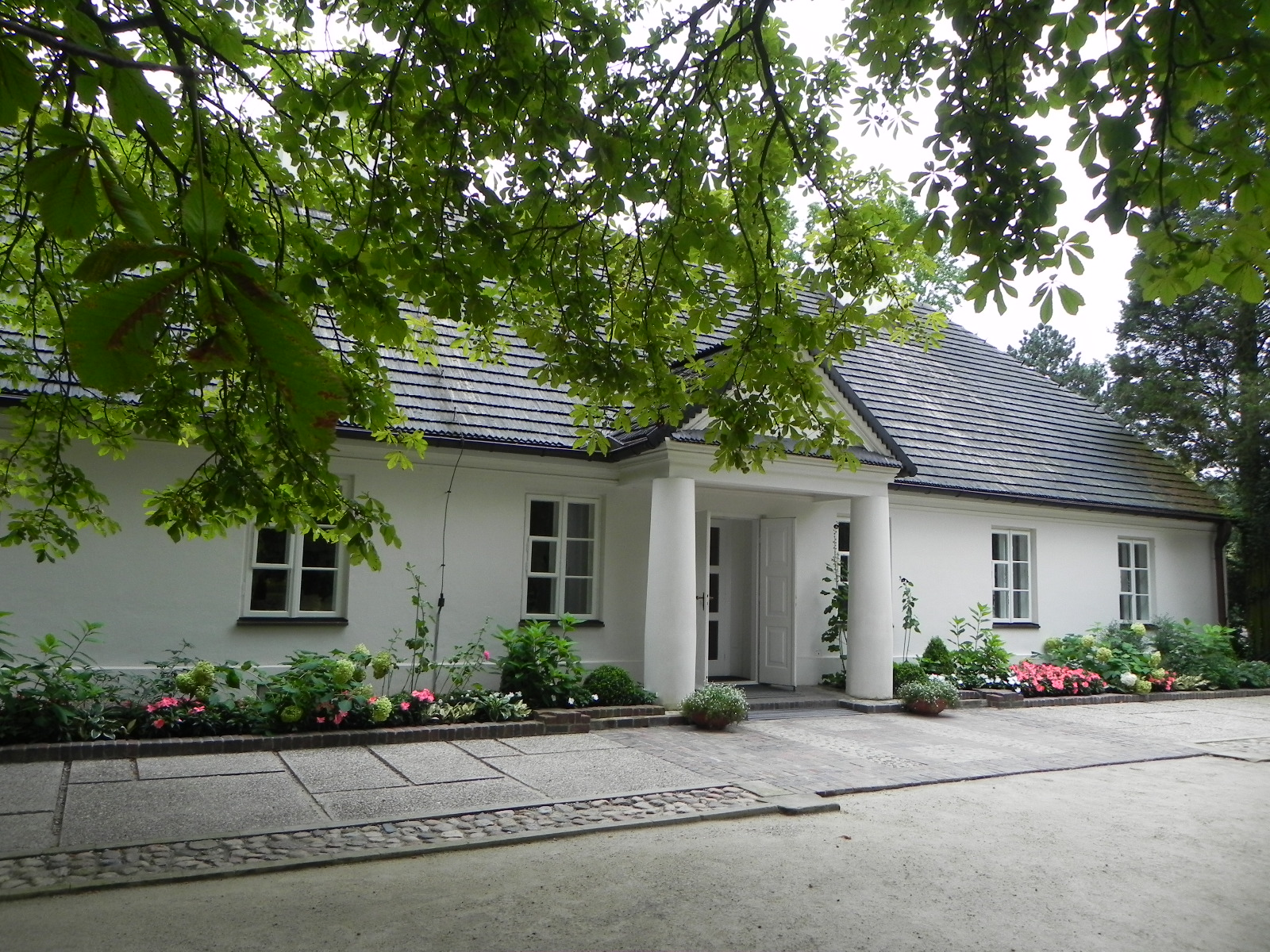

Frédéric Chopin naît en 1810 dans cette maison, avec un parc de 7 hectares, dépendante du manoir local du comte de Skarbek, dont son père Nicolas Chopin est précepteur des enfants des propriétaires, et sa mère Justyna Chopin est intendante. Ses parents déménagent rapidement à Varsovie, avec Chopin alors âgé de quelques mois. Frédéric Chopin revient souvent ici durant sa jeunesse pour des vacances en famille et événements familiaux,. 

## Musée Chopin
Le Comité Chopin et la Société des amis de la maison de Chopin achètent la propriété en 1928, avec 3,5 hectares de parc, pour la restaurer d'origine et l’inaugurer en maison-musée Chopin en juin 1939. Détruite pendant la Seconde Guerre mondiale, elle est à nouveau reconstruite en 1948 et inaugurée en 1949. Le manoir et son parc sont cédés au Musée National en 1951, actuel propriété du Musée Frédéric Chopin de Varsovie. 

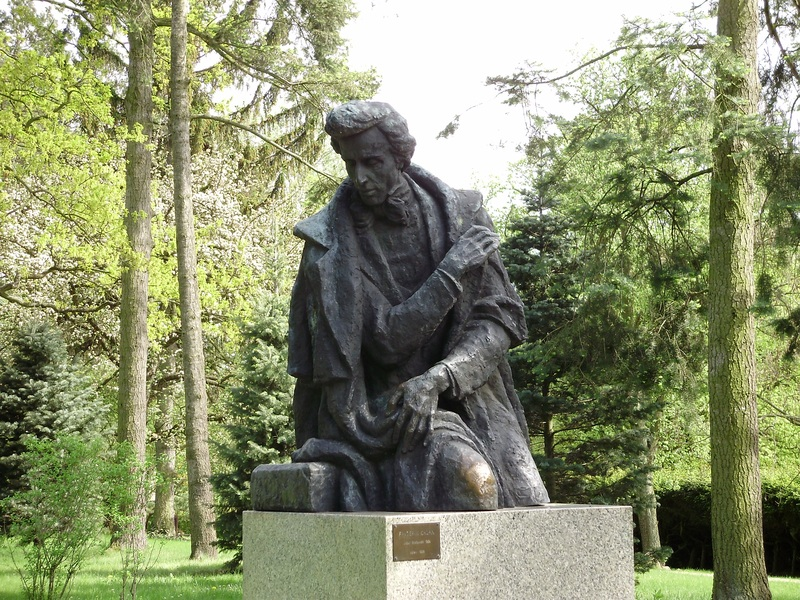
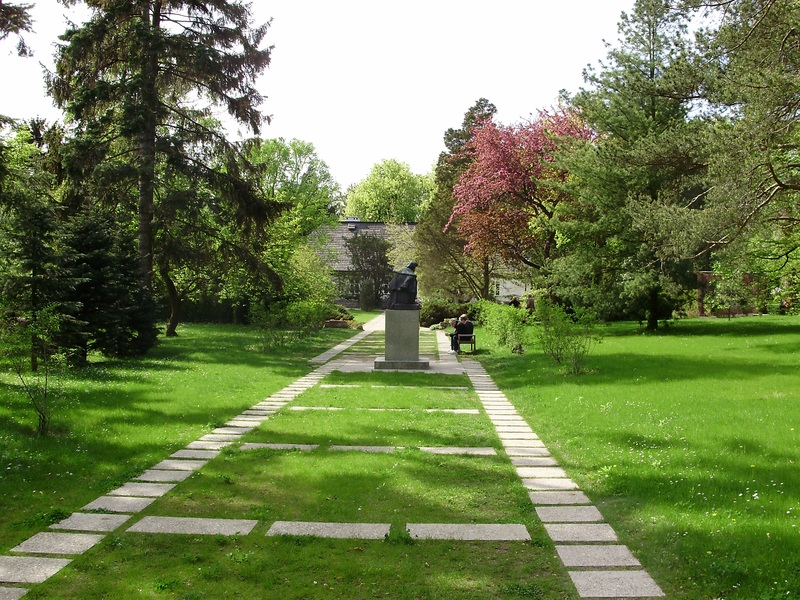
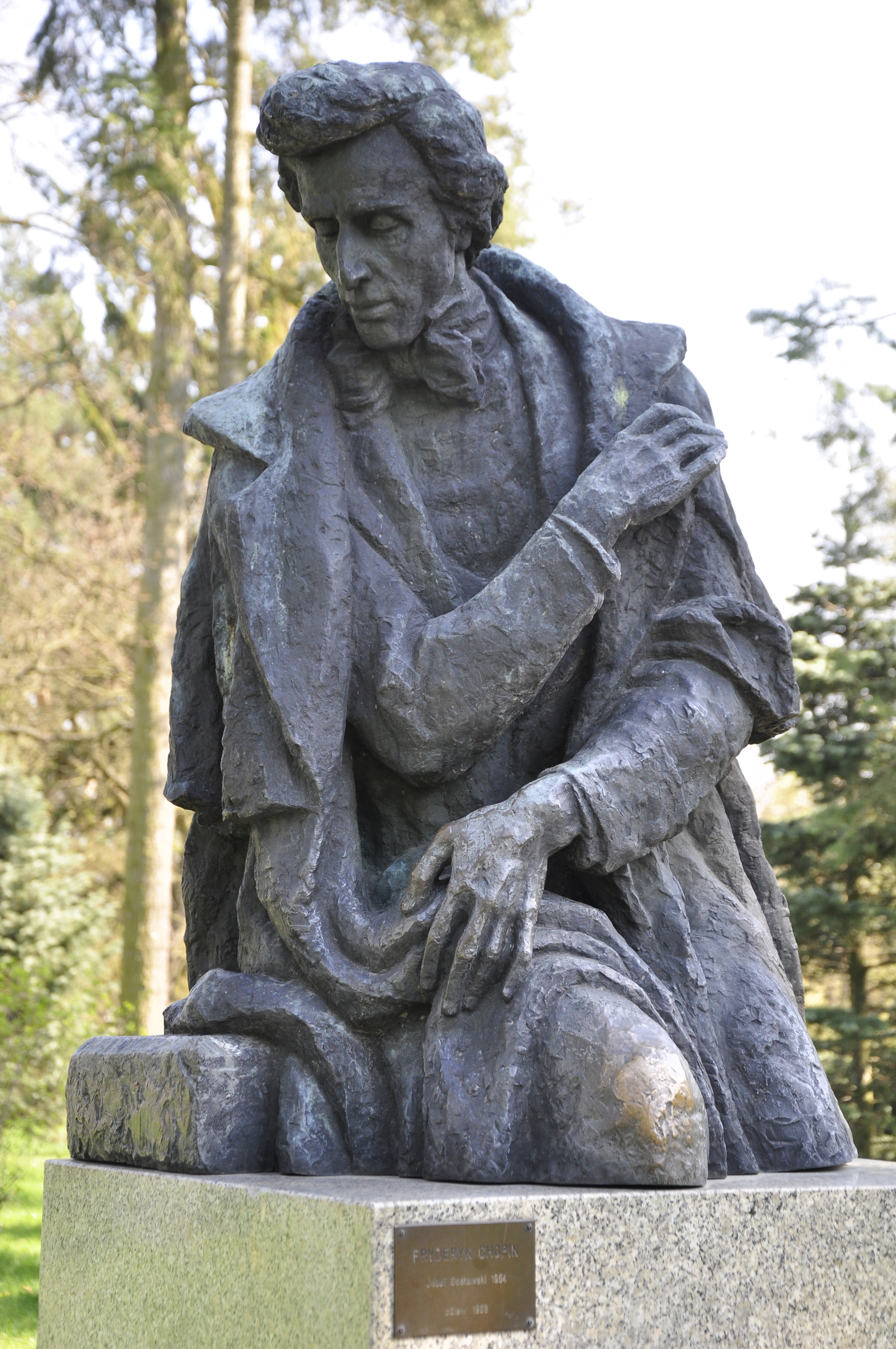

Le musée expose un intérieur d'origine recréé et une exposition biographique de la vie du compositeur, avec quelques objets, poêle en faïence, meubles, documents, manuscrits musicaux, dessins, livres, lettres, portraits de membres de la famille Chopin, pianos du XIXe siècle, et plusieurs statues du compositeur dans le parc,...

## Autres lieux et musées consacrés à Chopin
- Musée Frédéric Chopin de Varsovie.
- Hôtel Baudard de Saint-James de la place Vendôme de Paris.
- Domaine de George Sand de Nohant-Vic du Centre-Val de Loire.